# Ковальский, Павел Леонтьевич
Павел Леонтьевич Ковальский (24.09.1907, Андреевка — 13.01.1998) — командир отделения 11-го отдельного железнодорожного батальона 1-й гвардейской железнодорожной бригады, гвардии ефрейтор.

## Биография
Родился 24 сентября 1907 года в селе Андреевка, ныне — в Кировоградской области Украины, в крестьянской семье. Украинец. В восемнадцать лет приехал в Екатеринослав. Три года работал грузчиком на биндюжных лошадях, затем, когда началась первая пятилетка, пришёл на металлургический завод: был кочегаром, старшим машинистом в воздуходувном цехе. В 1932 году вступил в ВКП/КПСС. После окончания курсов при техникуме работал машинистом газомоторов на металлургическом заводе имени Г. И. Петровского. На этом посту его и застала война. У него была «бронь», но добился отправки на фронт.
В августе 1941 года был призван в Красную Армию и был зачислен в 28-ю железнодорожную бригаду, прибывшую в район Днепропетровская для ведения заградительных работ. Преграждая путь врагу бригада полковника Н. В. Борисова делал заграждения к Павлограду и Лозовой, затем возле Ворошиловграда. Здесь под пулеметным огнём противника воины-железнодорожники поднимались в штыковые атаки, отражая натиск врага.
В дальнейшем боевой путь красноармейца Ковальского шел из Донбасса на Ростов, Далее на Северный Кавказ. И везде в составе своего батальона он вел заградительные работы. Летом 1942 года ефрейтор Ковальский был уже командиром отделения, парторгом роты.
Осенью 1942 года батальон строил 14-км узкоколейку на участке Шпалорез — Рожет, через Лазаревский перевал. По этой линии должны были пойти грузы для обороняющихся войск Черноморской группы. Рельс не хватал и тогда Ковальский со своим отделением по ночам стал добывать рельсы в тылу врага, доставляя их за 4 км по болотистой местности. По окончании работ батальон был переброшен в Баку. Здесь выпрямляли второй путь на Тбилиси и строили тупики для боевых грузов, накопившихся в связи с захватом гитлеровцами Северного Кавказа. Затем были дорожные работы в Буйнакске.
После перехода наших войск в наступление и изгнания врага с Северного Кавказа батальон, в котором служил Ковальский, заново отстраивал изуродованные пути, станции, мосты, а между Батайском и Ростовом-на-Дону. В батальоне не хватало плотников. И тогда Ковальский овладел и этой профессией, а вслед за ним учились плотничать остальные. В результате они быстро поставили опоры для мостов и открыли путь к Таганрогу, Мариуполю и в Донбасс. Владея несколькими сапёрными специальностями, гвардейцы-железнодорожники гили вслед за наступающими войсками Южного фронта и возрождали разрушенный путь и мостовые переходы.
Немалые трудности вызывала вырубка из взорванных врагом рельсов пригодных для использования кусков. Ковальский выступил с инициативой ускорения этой трудоемкой работы, разработал новый прием рубки рельса. Если раньше на рельсе делали несколько десятков насечек и потом бросали кусок рельса на другой и обламывали. Стали делать одну насечку на подошве, затем в углу между шейкой и подошвой. Клали на головку против образовавшейся трещины ломик и бил по нему кувалдой. Работа ускорилась, вместо 10 рубок за смену стали делать до 80 и более. Почин Ковальского распространился среди воинов-железнодорожников и восстановление путей пошло быстрее.
Указом Президиума Верховного Совета СССР от 5 ноября 1943 года «за особые заслуги в деле обеспечении перевозок для фронта и народного хозяйства и выдающиеся достижения в восстановлении железнодорожного хозяйства в трудных условиях военного времени» ефрейтору Ковальскому Павлу Леонтьевичу присвоено звание Героя Социалистического Труда с вручением ордена Ленина и Золотой медали «Серп и Молот».
После вручения наград был направлен на учёбу в город Ярославль, где в то время находилось Ленинградское ордена Ленина Краснознаменное училище военных сообщений имени Фрунзе. По окончании учёбы в августе 1944 года вернулся в свою бригаду младшим лейтенантом. Участвовал восстановление моста через Вислу в Польше, из рук маршала Жукова получил медаль «За боевые заслуги». Весной 1945 года гвардейцы Ковальского, рискую жизнью, во время ледохода подрывали ледяные глыбы, несущиеся на недавно восстановленный мост. В дальнейшем восстанавливал пути и мосты на берлинском направлении.
После Победы продолжил службу в железнодорожных войсках. В Прикарпатском военном округе строил капитальный путь и виадуки от города Стрыя до Мукачева и Чопа. Здесь Ковальский ведал складом технического имущества, позже был командиром роты строителей металлических мостов. Во втором железнодорожном корпусе старший лейтенант-прораб Ковальский командовал ротой строителей деревянных мостов. С 1955 года гвардии капитан П. Л. Ковальский — заместитель командира 27-го гвардейского путевого батальона. В 1962 году в звании майора уволен из армии по болезни.
Вернулся в Днепропетровск, на родной завод. Часто встречался с молодёжью, рассказывал о боевом пути своей 1-й гвардейской Варшавской ордена Кутузова бригады. Только в 1993 году, в 86 лет, ушёл на заслуженный отдых.
Жил в Днепропетровске. Скончался 13 января 1998 года.
Награждён орденом Ленина, медалями.